# Bựa sinh dục
Bựa sinh dục (tiếng Anh: smegma, gốc từ tiếng Hy Lạp: smēgma) là những chất cặn bã (bựa) xuất hiện ở cơ quan sinh dục của động vật có vú (bao gồm cả con người) như: tế bào da chết, chất nhờn, dầu trên da. Ví dụ điển hình ở người, bựa sinh dục có thể thấy trong các nếp môi nhỏ của âm hộ nữ giới và tại bao quy đầu của nam giới. Việc vệ sinh cơ thể kém, không tắm rửa thường xuyên dễ gây ra bựa sinh dục, từ đó có thể ảnh hưởng đến sức khỏe.

## Nữ giới

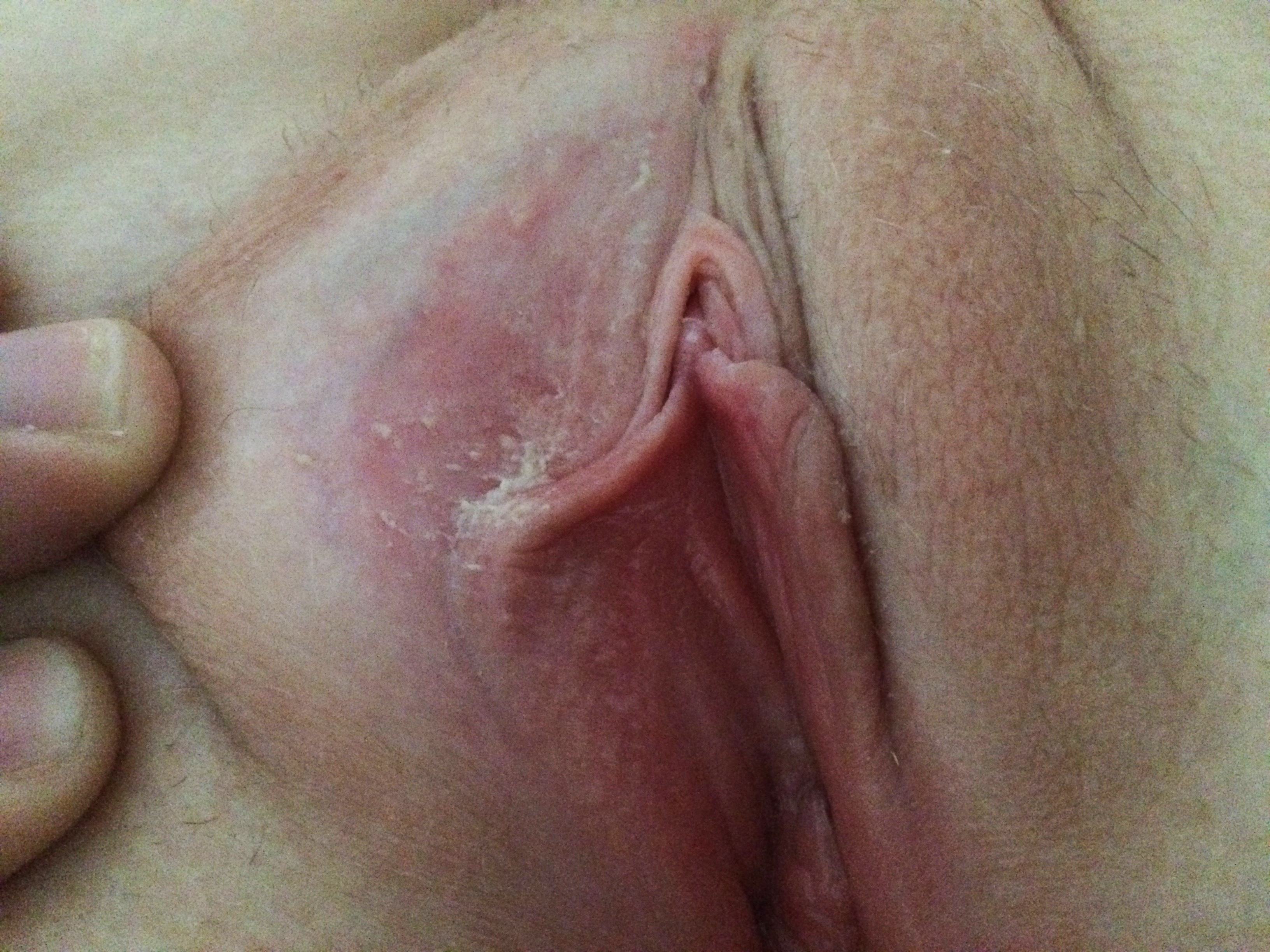
Bựa sinh dục xuất hiện quanh âm hộ

Sự tích tụ của bã nhờn cộng với các tế bào da chết tạo ra bựa. Ở nữ giới, bựa sinh dục là do sự tiết nhờn của tuyến đầu tiết ở âm vật, kết hợp với các tế bào biểu mô tróc vảy.

## Nam giới

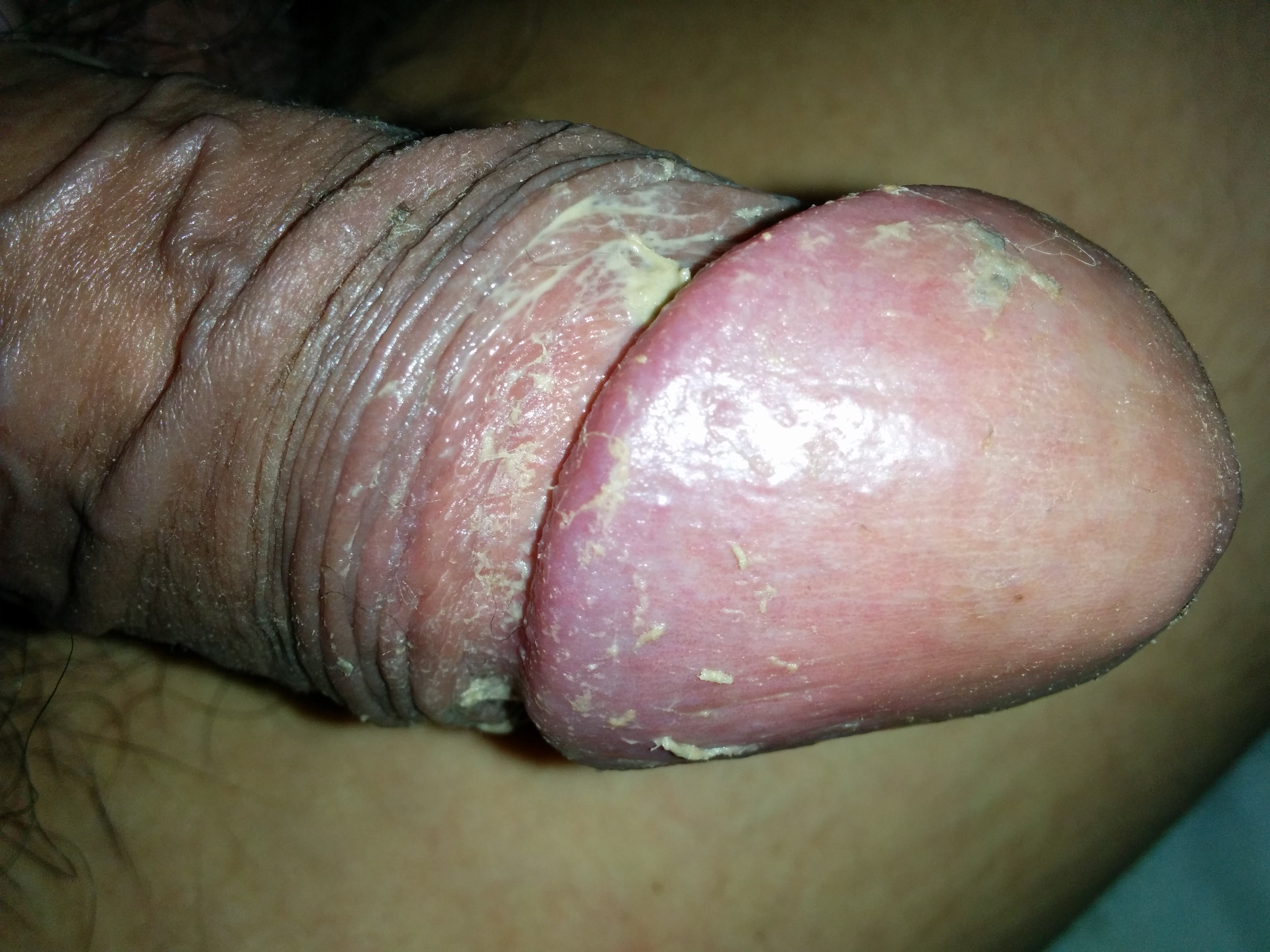
Bựa sinh dục màu trắng quanh rãnh dương vật

Ở nam, bựa sinh dục có tác dụng như chất bôi trơn, giữ ẩm và giúp các tuyến hoạt động trơn tru trong quá trình quan hệ tình dục. Bựa sinh dục được coi là lành tính.